# Арта-Терме
Арта-Терме (італ. Arta Terme) — муніципалітет в Італії, у регіоні Фріулі-Венеція-Джулія, провінція Удіне.
Арта-Терме розташована на відстані близько 520 км на північ від Рима, 115 км на північний захід від Трієста, 50 км на північ від Удіне.
Населення — 2188 осіб (2014).

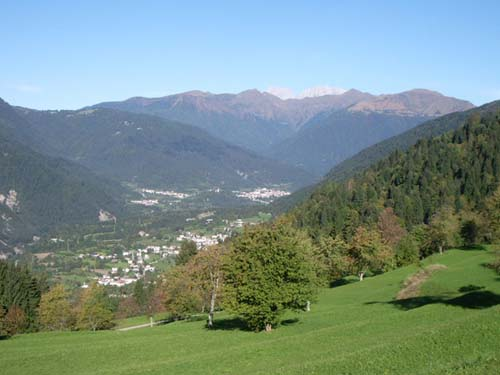

Щорічний фестиваль відбувається 12 липня. Покровитель — Santi Ermacora e Fortunato.

## Демографія
Населення за роками:

Станом на 1 січня 2023 року в муніципалітеті офіційно проживало 106 іноземців з 24 країн, серед них 40 громадян країн Євросоюзу та 1 громадянин України.

## Сусідні муніципалітети
- Моджо-Удінезе
- Палуцца
- Пауларо
- Сутріо
- Тольмеццо
- Треппо-Карніко
- Цульйо